# Torch (Carly Simon)
Torch è un album di Carly Simon, pubblicato dalla Warner Bros. Records nell'agosto del 1981.
Il disco fu registrato al Power Station di New York City, New York (Stati Uniti).

## Tracce
Lato A
1. Blue of Blue – 3:38 (Nicholas Holmes, adattamento testi di Carly Simon)
2. I'll Be Around – 2:30 (Alec Wilder)
3. I Got It Bad and That Ain't Good – 3:46 (Duke Ellington, Paul Francis Webster)
4. I Get Along Without You Very Well – 3:23 (Hoagy Carmichael)
5. Body and Soul – 4:12 (Edward Heyman, Robert Sour, Frank Eyton, Johnny Green)

Lato B
1. Hurt – 3:21 (Jimmie Crane, Al Jacobs)
2. From the Heart – 2:47 (Carly Simon)
3. Spring Is Here – 3:02 (Richard Rodgers, Lorenz Hart)
4. Pretty Strange – 2:59 (Jon Hendricks, Randy Weston)
5. What Shall We Do with the Child – 2:44 (Nicholas Holmes, Kate Horsey: adattamento testi di Carly Simon)
6. Not a Day Goes By (from the Broadway show Merrily We Roll Along) – 2:40 (Stephen Sondheim)

## Formazione
- Carly Simon - voce
- Hugh McCracken - chitarra
- Warren Bernhardt - pianoforte
- Anthony Jackson - basso
- Rick Marotta - batteria
- Mike Mainieri - pianoforte, vibrafono, marimba
- Jay Berliner - chitarra classica
- Eddie Gomez - basso
- Jerry Marotta - batteria
- Lee Ritenour - chitarra
- Grady Tate - batteria
- David Nadien - violino
- Randy Brecker - tromba
- Michael Brecker - sassofono tenore
- David Sanborn - sax alto
- Phil Woods - sax alto